# Pygmæspidsmus
Pygmæspidsmus (Suncus etruscus) er en insektæder, der tilhører spidsmusefamilien. Den vejer gennemsnitligt 1,8 gram og er dermed det mindste pattedyr vægtmæssigt. Den har en kropslængde på omkring 4 cm uden halen. Den er karakteriseret ved meget hurtige bevægelser og højt stofskifte, der fordrer, at den æder hvad der svarer til 1,5-2 gange sin egen vægt dagligt. Den lever af små hvirveldyr og hvirvelløse dyr, især insekter, og den kan jage dyr op til dens egen størrelse.
Pygmæspidsmusen foretrækker et varmt og fugtigt klima og er udbredt i bæltet mellem 10° og 30° N bredde fra Europa og Nordafrika til Malaysia. Den er generelt ikke truet, men er i nogle af de områder, hvor den findes, ved at være sjælden.